# محمدرضا داورزنی
محمدرضا داورزنی (زادهٔ ۱۳۳۹) مدیر ورزشی اهل ایران و نایب‌رئیس کنفدراسیون والیبال آسیا و عضو دپارتمان مالی اف‌آی‌وی‌بی است. وی از سال ۱۳۸۵ تا ۱۳۹۶ و برای بار دوم از سال ۱۳۹۸ تا ۱۴۰۲ رئیس فدراسیون والیبال ایران و از سال ۱۳۹۵ تا ۱۳۹۸ معاون توسعه ورزش قهرمانی و حرفه‌ای وزارت ورزش و جوانان بوده‌است.

## تحصیلات
- کارشناسی ارشد مدیریت دولتی[۳]

## سابقه و سمت‌ها
- مسئول تربیت بدنی سپاه ایران - ۲ سال ۱۳۶۶ الی ۱۳۶۸
- مؤسس دانشکده تربیت بدنی دانشگاه امام حسین - ۲ سال ۱۳۶۸ الی ۱۳۷۰
- مدیرکل تربیت بدنی استان کردستان - ۲ سال ۱۳۷۰ الی ۱۳۷۱
- مدیرکل تربیت بدنی استان سمنان - ۲ سال ۱۳۷۲ الی ۱۳۷۳
- مدیرکل تربیت بدنی استان کرمانشاه - ۲ سال ۱۳۷۳ الی ۱۳۷۵
- مدرس مرکز آموزش مدیریت دولتی استان کرمانشاه - ۲ سال ۱۳۷۳ الی ۱۳۷۵
- مدیرکل تربیت بدنی استان خراسان - ۲ سال ۱۳۷۵ الی ۱۳۷۷
- عضو شورای آموزش مرکزآموزش مدیریت دولتی خراسان - ۲ سال ۱۳۷۵ الی ۱۳۷۷
- مدیرکل هماهنگی امور استان‌ها و مشاور رئیس سازمان - ۴ سال ۱۳۷۷ الی ۱۳۸۱
- رئیس فدراسیون سوارکاری و چوگان - ۴ سال
- عضو هیئت امناء جامعه ورزشکاران - ۸ سال از ۱۳۸۰ تاکنون
- سرپرست فدراسیون چوگان ۱۳۸۱
- مدیرعامل مؤسسه فرهنگی ورزشی صنام - کسب عنوان قهرمانی باشگاه‌های آسیا در رشته‌های والیبال و بسکتبال
- کسب عنوان باشگاه نمونه با مدیریت وی - ۲ سال ۱۳۸۱ الی ۱۳۸۲
- عضوهیات مدیره سازمان بسیج ایران - ۷ سال از ۱۳۸۱ الی ۱۳۹۵
- رئیس هیئت امناء مؤسسه توسعه و ترویج ورزش ایرانیان - ۵ سال از ۱۳۸۳ تاکنون
- مدیرعامل مؤسسه فرهنگی ورزشی پیکان - ۱ سال ۱۳۸۷

### کارنامه مدیریت در فدراسیون والیبال
محمدرضا داورزنی از سال ۱۳۸۵ تا سال ۱۳۹۵ رئیس فدراسیون والیبال ایران بود. او از سال ۱۳۹۵ تا ۱۳۹۶ به عنوان سرپرست فدراسیون والیبال ایران مسئولیت داشت. در زمان ریاست وی تیم ملی والیبال ایران بعد از ۵۲ سال به المپیک راه یافت. همچنین ایران به قهرمانی جهان و لیگ جهانی صعود کرد و در زمان مدیریت وی تیم ملی ایران تا رتبه نهم رده‌بندی جهانی اف‌آی‌وی‌بی صعود کرد. اشتباه او در شرکت دادن تیم ب در مسابقات قهرمانی آسیا در تهران سبب از دست رفتن عنوان قهرمانی شد ضمن اینکه تیم الف هم در لیگ جهانی نتایج ضعیفی گرفت. 
توجه بیش از حد به لیگ جهانی و عدم حضور بازیکنان شاخص در ترکیب سایر تیم‌ها سبب شد در واپسین سال‌های حضورش در ریاست فدراسیون والیبال، تیم‌های ملی دانشجویان، تیم اعزامی به کاپ آسیا، جام باشگاه‌های آسیا و تیم ب در قهرمانی آسیا با نتایج ضعیفی به کار خود پایان دهند.
توجه وی و سرمایه گذاری در تیم ملی والیبال زیر ۲۳ سال مردان ،تیم ملی والیبال زیر ۲۱ سال مردان و تیم ملی والیبال زیر ۱۹ سال مردان ایران باعث رشد سریع و موفقیت در رقابت های جهانی شدند.
همچنین در زمان مدیریت داورزنی تیم ملی والیبال زنان ایران در بازی‌های همبستگی اسلامی قونیه ۲۰۲۱ توانست با کسب مدال نقره بعد از ۵۶ سال و برای اولین بار پس از انقلاب ۵۷ صاحب عنوانی بین‌المللی شد.

## فرزندان
او در مصاحبه با خبر ورزشی ادعا کرده‌است: سه فرزند دارم، پسرم مجتبی مهندس معمار است و رستوران‌داری می‌کند و یک دخترم هم فوق‌لیسانس مدیریت دولتی است و دختر دیگرم هم کارشناس ارشد مدیریت حرفه‌ای بازرگانی، بچه‌هایم نه کار دولتی دارند و نه کاری با دولت دارند. هر دو دخترم هم متأهل هستند. دختر کوچک وی در آمریکا زندگی می‌کند اما بنا بر ادعای خودش پاسپورت آمریکایی ندارد.

## بستری شدن در ICU
در دوشنبه نهم مهرماه ۱۳۹۷ به دلیل افت فشار در ICU بستری شد.